# Star Trek (Computerspiel, 1971)

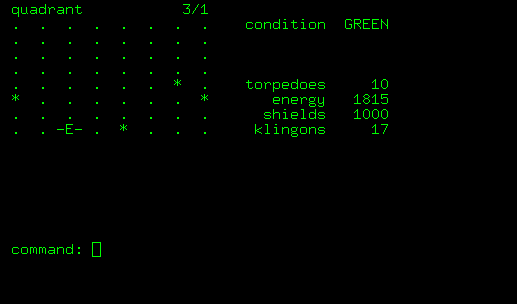
Eine einfache Version von Star Trek in C programmiert

Seit den frühen 1970er-Jahren wurden eine Reihe von Star-Trek-Computersimulationsspielen programmiert, die nur mit Hilfe von Textausgabe dargestellt werden. Das Spielprinzip wurde auf Dutzenden von Plattformen und Betriebssystemen umgesetzt und inspirierte weitere Spiele, die das Prinzip mit Grafik, Netzwerkunterstützung oder anderweitig fortführten.
Eine frühe Version dieses Spiels wurde 1971 von Mike Mayfield auf einem SDS Sigma 7 programmiert und später von ihm nach HP BASIC portiert. Diese Version wurde in HPs Sammlung mit Public-Domain-Programmen aufgenommen und fand so Verbreitung.

## Spielablauf
Der Spieler steuert ein aus dem Star-Trek-Universum entnommenes Raumschiff Enterprise und versucht, Schiffe der feindlichen Klingonen zu zerstören. Mit Hilfe von Textkommandos kann er in und zwischen vierundsechzig Quadranten, die jeweils aus acht mal acht Feldern bestehen, navigieren, Schutzschilde auf- und entladen oder Sensoren und Waffen benutzen.
Aktionen im Spiel kosten Energie, die jedoch in auf dem Spielfeld verteilten Sternenbasen wieder aufgeladen werden kann.

## Portierungen

### BASIC-Portierungen
- Im Sommer 1973 portierte David H. Ahl die HP-Version von Mayfield auf BASIC-PLUS für DECs RSTS-11 Compiler und fügte dabei Kleinigkeiten hinzu.[2] Ahl war zu der Zeit bei DEC angestellt und wurde von seiner Kollegin Mary Cole unterstützt. Unter dem Namen SPACWR veröffentlichte Ahl seine Version in der 1973 herausgegebenen Programmsammlung 101 Basic Computer Games.

- 1974 portierte Bob Leedom das Programm aus 101 Basic Computer Games auf den Minicomputer Nova 800 von Data General. Nachdem er das Spiel zum Laufen gebracht hatte, modifizierte und erweiterte er das Programm:[1] Die Raumschiffe der Klingonen konnten sich nun bewegen; aus der Fernsehserie bekannte Charaktere wurden in das Spiel eingefügt; der Bordcomputer kann Reiserouten und Zieldaten für die Photonentorpedos berechnen; die vierundsechzig Quadranten wurden benannt.
Das erweiterte Programm gelangte zurück zu David Ahl, der es als Super Star Trek zunächst in seiner Zeitschrift Creative Computing veröffentlichte[3] und 1978 in die überarbeitete Fassung seiner Spielesammlung aufnahm. Die Nutzung der Marke Star Trek erfolgte mit Erlaubnis des Rechteinhabers Paramount Pictures.[2]
- Steve Wozniak, Entwickler der frühen Personal Computer Apple I und Apple II portierte "Star Trek" als erstes Spiel für den ebenfalls von ihm entwickelten BASIC-Interpreter des in diesen Systemen eingesetzten MOS Technology 6502 Prozessors.

### Nicht-BASIC-Portierungen
- Dave Matuszek und Paul Reynolds setzten um 1975 Grady Hicks Taurus BASIC-Version, die auf Mayfields Programm basierte, aber Neuerungen enthielt, in CDC6600 Fortran um. Obwohl das Spiel anfangs als Star Trek veröffentlicht wurde, trugen spätere Versionen ebenso wie Ahls/Leedoms Portierung den Namen Super Star Trek. In das Spiel wurden unter anderem neue Waffen („Experimental Death Ray“, „NOVAMAX warhead“), Spionagesonden, Außenmissionen auf Planeten und neue Gegner eingefügt. Generell wurde das Spielgeschehen durch viele kleine Änderungen komplexer. Zudem wurden eine Speicherfunktion und ein Bosskey integriert.
 Tom Almy portierte das Spiel in C und veröffentlichte Versionen für MS-DOS, Windows, Linux, macOS und OS/2. Ab Ende 2004 arbeitete er zudem mit weiteren Personen an SST2K, einer neuen Portierung des Spiels.

- 1988 veröffentlichte Nels Anderson mit EGATrek eine der ersten Umsetzungen für MS-DOS, die Grafik verwenden. Das Sharewarespiel benutzte in frühen Versionen geschützte Begriffe aus dem Star-Trek-Universum, die in späteren Veröffentlichungen entfernt wurden.

- WinTrek, eine frühe Version für Windows-Computer, veröffentlichte Joe Jaworski 1992 als Shareware. Inzwischen ist es mit WinTrek Enhanced als Open-Source-Spiel erhältlich.

- Jason Shankel (ein Programmier von Spore) schrieb Mitte der 1990er-Jahre mit OpenTrek eine 3D-Version von Super Star Trek. Open steht für Open Source (GPL).

### BASIC-Versionen
- TRS-80 Version. Online spielbar
- Commodore Basic V2
- DEC BASIC
- DEC BASIC-PLUS
- OS-8 BASIC – (PDP-8)
- TSS-8 BASIC – (PDP-8)
- RSTS/e BASIC (DEC)
- Altair BASIC
- Palo Alto Tiny BASIC
- Intellec MDS
- CDC 6000
- PR1ME BASIC/VM
- BASIC-80 CP/M (Microsoft BASIC)
- INTEGER BASIC (Apple II)
- MS-DOS GW-BASIC. Online spielbar
- Tandy Color Computer Color BASIC
- BBC BASIC
- AcornSoft (BBC Micro)
- Exidy Sorcerer BASIC
- HP 2000 BASIC
- TRS-80 Level II BASIC

### Nicht-BASIC-Versionen
- C-Version (Unix)
- DEC Fortran-IV
- CDC FORTRAN
- VMS Pascal
- Apple UCSD Pascal
- COBOL
- IBM System/370 Assembler für MVS (Versionen für VTAM, TSO und ISPF)
- LISP[4]